# Quatro Irmãos
Quatro Irmãos este un oraș în Rio Grande do Sul (RS), Brazilia.